# Agustín Eizaguirre
Agustín Eizaguirre Ostolaza (Zarautz, 7 de outubro de 1897 - 28 de novembro de 1961) foi um futebolista profissional espanhol, medalhista olímpico.
Agustín Eizaguirre representou seu país nos Jogos Olímpicos de Verão de 1920, na Antuérpia, ganhando a medalha de prata.